# La Boîte noire (récit)
Pour les articles homonymes, voir La Boîte noire (homonymie).
La Boîte noire est un livre du journaliste romancier Denis Robert (Les Arènes, 2002).

## Présentation
Ce livre autobiographique fait le récit de l'accueil que reçut le livre Révélation$, qui dénonçait l'opacité des échanges financiers internationaux au Luxembourg et le rôle qu'y joue la chambre de compensation de titres financiers Cedel International devenu Clearstream.